# Jurij Sjaporin
Jurij Aleksandrovitj Sjaporin (russisk: Юрий Александрович Шапорин, tr. Jurij Aleksandrovitj Sjaporin; født 27. oktober 1887 i Hlukhiv Det Russiske Kejserrige, 9. december 1966 i Moskva Sovjetunionen) var en russisk/sovjetisk komponist og dirigent.
Sjaporin studerede bl.a. hos Maximilian Steinberg og Nikolaj Tjerepnin. Han har komponeret 2 symfonier (hvoraf den 2. er en kor- og orkestersymfoni), operaer, koncerter, filmmusik og ikke mindst teatermusik, som han nok er mest kendt for.
Sjaporin komponrede i en melodisk poetisk russisk nationalistisk stil.
Han har bl.a. undervist Rodion Rodion Sjtjedrin.

## Udvalgte værker
- Symfoni nr. 1 (i E-mol) (1932-1933) - for orkester
- Symfoni nr. 2 "Efter digte af Vladimir Majakovskij" (1928-1933) - for kor blæsere, klaver og orkester
- "Legenden om kampen om den russiske jord" (1943-1944) - oratorium
- "Desertøren" (1983) - scenemusik
- "Decembrists" (1920-1953) - opera
- 3 Klaversonater (1924, 1926, 1966) - for klaver